# Yingli, Guangdong
Yingli (kinesiska: 英利) är en köping i sydöstra Kina. Den ligger i Leizhou i staden Zhanjiang i provinsen Guangdong, omkring 430 kilometer sydväst om provinshuvudstaden Guangzhou. Antalet invånare är 73 369. Befolkningen består av 35 250 kvinnor och 38 119 män. Barn under 15 år utgör 24,0 %, vuxna 15-64 år 67 %, och äldre över 65 år 7,0 %.